# 슬램덩크 (만화)
《슬램덩크》(SLAM DUNK, スラムダンク)는 이노우에 다케히코(井上雄彦)의 스포츠를 소재로 하는 농구 만화이다. 《주간 소년 점프》(슈에이샤)에 1990년 42호부터 1996년 27호까지 연재되었으며, 일본에서 1억 7천만부가 넘게 팔리는 기염을 토해냈다. 단행본은 모두 31권이며 24권 ‘완전판’으로 다시 나왔다. 도에이에서 애니메이션으로도 만들어졌다. 한국어판은 대원씨아이의 만화 잡지인 《소년챔프》에 연재됐는데, 무대가 한국으로, 이름도 한국식으로 로컬라이징됐다.

## 개요
- 고등학생 주인공이 농구를 배우며 성장하는 모습을 그렸다. 작가가 농구선수 출신이어서 농구경기가 세밀하게 묘사되어 있다. 일본에서는 이 만화가 유명해지면서 농구가 관심을 받는 데도 일조했다.
- 제40회(1994년) 쇼우갓칸 만화상 수상. 2006년 일본 문화청에 의한 문화청 미디어 예술제 10주년 기념 앙케이트 기획, 〈일본의 미디어 예술 100선〉에서 만화 부문에서 1위를 차지했다. 〈드래곤 볼〉, 〈유유백서〉 등과 대등한 3대 인기작의 일각으로서 1990년대 중반의 점프 황금기를 구축했다. 〈점프〉로의 최종회는〈링에 걸쳐라〉, 〈드래곤 볼〉에 계속 권두 칼라를 장식한 사상 3작품이지만, 본작은〈점프〉 중 유일하게 표지도 장식하고 있다. 점프 역대 최고 부수를 달성한 1995년 3 - 4호에서도 권두 올 칼라를 장식했다. 단행본 제 21~23권의 초판 발행 부수 250만부는 당시로서의 최고 기록이며[1], 2007년 시점에서의 일본 내 누계 발행 부수는 완전판과 합해 1억 2000만부를 넘는다.[2] 2001년에 발매된 완전판 코믹스는 슈에이샤에 있어서의 일련의 완전판 코믹스화의 선구가 되었다.
- 강백호라는 고등학생 주인공이 채소연이라는 여자아이에 사랑에 빠져 농구를 시작했다가 대회에 나가면서 일어난 이야기를 만화로 표현해 놓은 것이다. 강백호는 채소연의 오빠이자 팀의 주장인 채치수와 여러 팀원들과 함께 농구대회에 나가게 된다.

### 연재 종료
본작은 연재를 당돌하게 종료했다. 이야기가 인터하이의 토너먼트전 도중에 후의 대전 상대와 같이 등장한 명붕공업, 사랑 일본의 국문학원, 타이에이 학원 등과의 시합은 그려지지 않은 채의 종료였다. 연재에 대해 작자는 본지의 후서로〈다음에 하고 싶다〉라고 코멘트를 남기고 있다. 실제로 본지상에서는 최종 페이지에〈제 1부 완〉이라고 쓰이면서 종료되었다. 또, 점프 코믹스의 소개에서도 기간(전 31권이 아니고, 이후 속간) 취급되었다(지금은 전 31권으로 소개되고 있다). 그렇지만, 10년 이상이 경과한 현재에도 본격적인 속편의 이야기는 없다. 덧붙여 단행본의 최종회 최종 페이지에서는 본지와는 달리 〈제 1부 완〉이라고 하는 말이 없다. 그리고 마지막에 작자의 후서가 실리고 있다. 또한〈점프〉와 코믹에서는 최종이야기의 대사가 약간 차이가 난다. 이노우에는 NHK 〈탑러너〉에 출연했을 때, 갑작스런 종료에 관해서는〈인터하이의 편성을 만든 시점에서 산노우전이 최후로 결정되고 있었다〉〈토너먼트표를 낸 이상 결승까지 간다고 하는 정해진 길은 더 이상 진행하고 싶지 않다〉〈전의 시합보다 재미없는 시합은 절대 그리고 싶지 않다〉〈산노우전보다 재미있는 시합은 그릴 수 없다고 생각했다〉〈긴장이 최고조인 곳에서 끝나지 않으면 작품이 불행하게 된다〉라고 말하고 있다. 속편에 대해서는〈있을지도 모른다〉라고 하는 함축이 있는 발언을 했으나 작자 자신의 홈페이지에서는〈그리고 싶어졌을 때에 그린다〉라고 밝혔다.

### 뒷이야기
- 현단계에서 정통 속편은 2004년 〈SLAM DUNK 파이널〉 이벤트의 〈그로부터 10일 후〉의 칠판 만화뿐이다. 이후 2005년 일본잡지 SWITCH에 게재됐고, 2007년 한국에서 일반판 발매, 2009년 일본에서 완전판이 발매됐다. 연재 종료 후 27년 후인 2023년, TV 애니메이션 종료 후의 이야기인 극장판, 더 퍼스트 슬램덩크가 개봉됐다.
- 시세이도 Aleph의 광고에서 본작의 캐릭터가 사용되고 있다. 이 광고에는 미야기의 등번호가 4가 되어 있거나, 사쿠라기의 머리카락이 약간 길어져 플레이 하고 있는 등, 최종회 이후의 묘사가 이루어져 있다.
- 2004년 7월에 점프 코믹스판 단행본 수가 1억 부를 돌파했다. 그것을 기념해 동년 8월 11일에는 전국지 6지 조간에 작자 이노우에가 일면 광고(쇼호쿠 멤버 6사람 각자의 신작 일러스트)를 게재했다.
- 2004년 12월에는 통합에 의해 현재는 사용되지 않은 구 가나가와현립 미사키 고등학교 교사에서 〈1억권 고마워요 파이널〉을 개최. 칠판에〈슬램 덩크-그 때부터 10일 후〉라고 하는 만화를 작자 스스로 그렸다. 이 만화는 인터하이가 끝난 후에 주인공과 주변인물들의 뒷이야기를 분필로 그려 놓은 것이었다. 수 일 동안 개방된 교실에서 벌어진 이 이벤트에는 울타리나 감시하는 사람도 없었지만 칠판에 그려 놓은 만화는 전혀 훼손되지 않고 무사히 보존되었고 작가가 직접 칠판 만화를 지우면서 이벤트가 종료되었다고 한다. 작자의 홈페이지에만 고지되었음에도 불구하고 3일간 5000명을 넘는 팬이 방문했다.

### 줄거리
중학교 3년간에 50명의 여성에게 딱지를 맞은 불량 소년 사쿠라기 하나미치는 상북고교(쇼호쿠 고교)에 입학한 후 농구부의 주장의 여동생, 아카기 하루코에게 농구부로의 입부를 추천받았다. 그녀에게 한눈에 반한〈초심자〉하나미치는 연습·시합을 통해서 서서히 바스켓의 재미에 눈을 떠서 가 재능을 개화시키면서 전국 제패를 목표로 해 간다.

### 주요 무대
주인공의 학교인 북산/상북고교(쇼호쿠 고등학교) 및 능남, 상양 그리고 해남고교 등 원작에 나오는 고등학교와 체육관의 무대는 가나가와현의 가마쿠라시를 비롯한 쇼난 해안가의 소도시를 배경으로 한다.

## 애니메이션
- 일본에서는 테레비 아사히에서 1993년 10월 16일 - 1996년 3월 23일까지 방영하였으며, 총 101화이다. 제작은 도에이 동화이다. 나레이션은 다나카 히데유키가 맡았다.
- 대한민국에서 1994년 대원동화에서 TV판 앞부분 에피소드를 수입, 더빙하여 비디오 테이프로 출시하였다. 당시 같은 계열사인 대원출판사의 만화 잡지 '챔프'에서 인기리에 원작이 연재되고 있었고 여기에 대대적으로 광고를 한 덕분에 지상파 TV 방영없이도 상당한 인기몰이를 할 수 있었다. 이러한 인기에 힘입어 극장판까지도 비디오로 출시된 바 있다.
  - 그러나 당시는 CG 처리 기술이 매우 뒤떨어진 시절이었기 때문에 극중에 등장하는 SHOHOKU 등의 일본 명칭 위에 엉성한 모자이크가 덧씌워지는가 하면 빠르게 움직이는 장면은 군데군데 멈추게 한 후 CG처리를 하는 등 전반적으로 편집이 매우 열악했다. 또한 성우진의 경우 캐릭터 연기에는 문제가 없었지만 녹음 진행을 한 번에 하지 않고 시간을 나눠서 하다보니 성우 개인의 스케줄 문제 등으로 일관되게 유지하지 못하고 여러차례 변경되는 상황도 벌어졌다.
  - 1998년 6월 SBS에서 방영되면서부터 이러한 아쉬움이 해결되었다. SBS는 이미 비디오판에서 어떤 문제가 있었는지를 파악하고 있었기 때문에 편집 및 녹음에 각별한 신경을 썼다. 그 결과 빠르게 움직이는 장면에서도 SHOHOKU 등의 일본 명칭만 자연스럽게 삭제할 수 있었고, 총 99화에 이르는 분량을 한꺼번에 수입하여 방영하면서 성우진 교체없이 그대로 녹음하여 일관성을 유지했다. (정대만이 등장하는 것을 포함한 2개 에피소드는 폭력성 시비 문제로 방송심의가 거부되어 방영이 안됨) 또한 주요 성우들의 목소리 특징에 맞게 적절한 배역을 부여하여 비디오판에 비해 목소리 연기가 훨씬 자연스럽다는 평가를 받고 있다.
  - SBS에서는 1999년 3월 22일 종영되었는데, 비디오판은 투니버스와 애니원TV(기타 대원방송 자사)를 통해 여러차례 방영되었음에도 불구하고 SBS판은 현재까지 그 어떠한 방송사에서도 방영한 적이 없다. 그래서 일부 팬들은 SBS판에 대한 강한 향수를 갖고 있다.
  - SBS 방영 당시 특기할 점은 네 편의 특집 방송을 했다는 점이다. 첫 번째로 방영된 '슬램덩크 스페셜'은 연예인들과 농구 전문가가 나와 슬램 덩크에 대해서 간략한 분석을 하고, 슛 자세를 비교하는 등의 코너가 있던 프로그램이었다.[3] 두 번째로 방영된 '슬램덩크 베스트 컬렉션' 그때까지 방영된 46화 중 제일 긴박감 넘치는 경기 장면 2개를 뽑아 설명을 곁들여 방영한 것이다.[4] 마지막으로 방영된 '슬램덩크 베스트'는 전국 농구대회 출전권이 걸려있는 지역 최종 예선전의 경기를 요약, 재구성한 만화특집으로 1,2로 나누어 이틀에 걸쳐 방영하였다.[5]

### 부제
- 일부 화수에 있는 괄호는 SBS 방영 당시의 부제 명칭.

| - 제1화 : 천재 농구선수의 탄생!? - 제2화 : 결전!! 하나미치 VS 루카와(이상형 만난 강백호) - 제3화 : 고릴라 VS 하나미치! 궁극의 대결!! - 제4화 : 바스켓 맨 하나미치 입부!(백호 농구부 뛰쳐나가) - 제5화 : 근성없는 녀석의 오후(나도 연습시합에 나가고 싶다) - 제6화 : 루가와 VS 아카기 진정한 대결! - 제7화 : 하나미치 데뷔! 덩크 작렬 - 제8화 : 하나미치 위기! 유도 사나이의 함정 - 제9화 : 나는 바스켓을 한다! - 제10화 : 서민의 슛은 어렵다 - 제11화 : 둘만의 사랑의 비밀 특훈!? - 제12화 : 타도 료난(능남)! 결전 전야의 맹특훈 - 제13화 : 쇼호쿠 VS 료난 불타는 주장! - 제14화 : 초고교급! 료난의 매서운 공격 - 제15화 : 비밀무기 하나미치의 출전. - 제16화 : 뭐야 이놈은!? 타오카의 오산 - 제17화 : 리바운드왕 사쿠라기 하나미치의 고뇌 - 제18화 : 라스트 2분! 센도는 내가 쓰러뜨린다 - 제19화 : 타임아웃! 료난과의 결정적인 결투 - 제20화 : 농구화 - 제21화 : 수퍼 문제아! 하나미치 VS 미야기 - 제22화 : 사상 최악의 바보 콤비 탄생 - 제23화 : 쇼호쿠 농구부 최후의 날 - 제24화 : 정의의 사자 사쿠라기 군단 등장! - 제25화 : 전국 제패를 목표로 한 남자 - 제26화 : 미츠이 히사시 15세의 고민 - 제27화 : 농구가 하고 싶습니다! - 제28화 : 인터하이 예선 개막 - 제29화 : 하나미치! 공식전 데뷔 - 제30화 : 문제아 군단의 대반격 - 제31화 : 강적 미우라다이의 비밀 병기 - 제32화 : 천재 하나미치! 필살 덩크 - 제33화 : 퇴장왕!? 사쿠라기 하나미치 - 제34화 : 고릴라, 눈으로 제압한다! - 제35화 : 산사나이의 뜨거운 우정 - 제36화 : 시드교·쇼요 등장 - 제37화 : 하나미치· 첫 스타팅 멤버! - 제38화 : 루카와의 반격! - 제39화 : 전광석화의 료타! - 제40화 : 리바운드왕 사쿠라기 하나미치 - 제41화 : 쇼요 에이스 후지마 등장 - 제42화 : 소요 에이스·후지마의 실력 - 제43화 : 미쓰이, 한계인가!? - 제44화 : 미쓰이! 폭풍의 3점슛 - 제45화 : 퇴장 위험!? 하나미치 위기 - 제46화 : 하나미치, 열정의 덩크 - 제47화 : 라이벌로부터의 도전장 - 제48화 : 타도 카이난을 맹세하는 남자 - 제49화 : 타케조노 마지막 투지 - 제50화 : 왕자에게 도전 - 제51화 : 계산외!? 하나미치 절호조! | - 제52화 : 사쿠라기에 대한 비밀병기! - 제53화 : 고릴라 부상! 절체절명!? - 제54화 : 킹콩 동생 - 제55화 : 게임을 지배하는 남자 - 제56화 : 에이스 마키 전개! - 제57화 : 안자이, 승리에의 각오 - 제58화 : 끈질긴 투혼 - 제59화 : 라스트 10초! 완전 결착 - 제60화 : 벼랑 끝(마지막 기회)에 선 쇼호쿠 - 제61화 : 우두머리의 역습! - 제62화 : 특훈 3 DAYS - 제63화 : 정상 결전! 카이난 VS 료난 - 제64화 : 본실력 발휘! 왕자 카이난 - 제65화 : 최강 대결! 센도vs마키 - 제66화 : 센도 한 순간의 승부! - 제67화 : 최종 결전! 쇼호쿠 VS 료난 - 제68화 : 구세주!? 사쿠라기 하나미치 - 제69화 : 고릴라 이변! - 제70화 : 고릴라 덩크 II - 제71화 : 고릴라 부활의 외침! - 제72화 : 인생 최대의 굴욕 - 제73화 : 루카와 후반전에서의 승부 - 제74화 : 가장 위험한 도전자 - 제75화 : Fine play - 제76화 : 승리의 예감 - 제77화 : 너희들은 강하다 - 제78화 : 부활! 대장 우오즈미 준 - 제79화 : BW!(푸른 물결) 료난의 반격 - 제80화 : 쇼호쿠의 불안 요소 - 제81화 : 센도 파이어! 쇼호쿠 붕괴!! - 제82화 : 초보자 하나미치 본실력 발휘 - 제83화 : 부주장 안경군의 집념 - 제84화 : 승패 - 제85화 : 새로운 도전! 전국 제패 - 제86화 : 루카와의 야망 - 제87화 : 일본 제일의 고교생 - 제88화 : 바스켓의 나라 미국 - 제89화 : 소름끼친다! 루카와 - 제90화 : 쇼호쿠 진정한 에이스! - 제91화 : 전국이 위험해! - 제92화 : 남자의 우정!? 사쿠라기 군단 - 제93화 : 2만번에의 도전 - 제94화 : 시즈오카의 격투! 쇼호쿠 VS 죠세이 - 제95화 : 하나미치의 가장 뜨거운 하루 - 제96화 : 농구화 II - 제97화 : 뜨거운 마음·우오즈미여 다시 한번! - 제98화 : 격투 개시! 쇼호쿠 VS 쇼요,료난 - 제99화 : 쇼호쿠 위기! 위협적인 최강 군단 - 제100화 : 기적의 사나이 사쿠라기 하나미치! - 제101화 : 영광의 슬램덩크 |

### 스탭
- 프로듀서: 이와모토 타로(테레비 아사히), 니시자와 노부타카(도에이)
- 원작자: 이노우에 다케히코(참고로 방영 당시에는 슈에이샤 〈주간 소년 점프〉에 연재되고 있었다.)
- 음악 협력: 테레비 아사히 뮤직
- 캐릭터 디자인: 사토 마사키
- 치프 애니메이터: 오오니시 요이치(82화-)
- 미술 디자인: 사카모토 노부토
- 시리즈 디렉터: 니시자와 노부타카
- 배경: 빅 스튜디오
- 마무리: 스타지오 폭케, 스튜디오 마치, 스튜디오 보기
- 색지정: 히라이 노리코, 구로다 스스무
- 특수 효과: 오카다 유지, 마에가와 타카시
- 촬영: 산코 프로덕션
- 편집: 니시야마 시게루
- 녹음: 이케가미 신조
- 효과: 이토 미치히로
- 기록: 오가와 마미코
- 연출 조수: 나카무라 테츠지, 와타나베 켄이치로, 가네코 신고, 다다 슌스케, 후유노 데쓰야, 모리일 사토시, 하루노 데쓰야, 이케다 요코
- 제작 진행: 히로세 기미카즈, 야마모토 요시유키
- 미술 진행: 기타야마 레이코
- 마무리 진행: 오기노 미쓰오
- 현상: 도에이 화학
- 제작 협력: 덴쓰
- 제작: 도에이 애니메이션, 테레비 아사히

### 주제가
오프닝 테마(일본)
1. 〈너를 좋아한다고 외치고 싶어〉 노래:BAAD(제 1화 - 제 61화)
  - 작사： 야마다 쿄우지
2. 〈절대로 아무도〉 노래:ZYYG(제 62화 - 제 101화)
  - 작곡： 오다 데쓰로/편곡： ZYYG

오프닝 테마(한국)
- 너에게 가는 길-작곡:방용석/작사:김주희/노래-박상민

엔딩 테마(일본)
1. 〈당신만 응시하고 있다〉 노래:오오구로 마키(제 1화 - 제 24화)
  - 작사·작곡:오오구로 마키/편곡:하야마 타케시
2. 〈세계가 끝날 때까지는…〉 노래:WANDS(제 25화 - 제 49화)
  - 작사:우에스기 쇼/작곡:오다 데쓰로/편곡:하야마 타케시
3. 〈빛나는 순간에 사로잡혀서〉 노래:MANISH(제 50화 - 제 81화)
  - 작사:다카하시 미스즈·가와시마아/작곡:가와시마아
4. 〈마이 프렌드〉 노래:ZARD(제 82화 - 제 101화)
  - 작사:사카이 이즈미/작곡： 오다 데쓰로/편곡:하야마 타케시

엔딩 테마(한국)
- 너와 함께라면- 작곡:방용석/작사:김주희/노래:Faith

### 변경점
- 코구레(안경군)는 원작에서는 독특한 프린트의 T셔츠를 착용하고 있지만, 애니메이션에서는 무지의 T셔츠를 착용하고 있다.
- Dr.T나 각주에 의해서 행해진 룰 설명의 일부를 아야코나 다른 캐릭터가 가고 있다. 예로서 Dr.T와 같은 성우인 시오야 요쿠가 담당하는 미야기가 그대로 룰 설명을 실시하기도 한다.(23화,SBS판에서도 두 역할의 성우가 오세홍씨였기 때문에 구현이 가능했다.)
- 시합에서는 파울을 연발해 퇴장이 늘어나는 사쿠라기에게 〈눈으로 죽인다〉는 디펜스의 기술을 아카기가 가르쳤지만, 시합에서는 전혀 통용되지 않았다.(34화)
- 농구부를 습격한 미쓰이를 질책하는 코구레의 대사가 길어졌다.(27화)
- 미쓰이가 농구부에 복귀한 후, 이전에 같이 농구부를 습격했던 일부 불량배들에게 복수심에서 비롯된 폭행을 당해 곤경에 빠지게 되자, 사쿠라기와 그의 친구들이 미쓰이를 구해주는 에피소드가 추가되었다. (35화)
- 사쿠라기가〈고릴라 덩크 2〉를 치기 전에 아카기가 덩크를 치려고 할 때까지의 시합의 흐름이 오리지널이 되어 있다. 그렇기 때문에, 사쿠라기의 배치가 원작과는 좌우 대칭으로 되어있다.
- 사쿠라기가 기요타, 마키와 함께 아이치에 가기 직전, 사쿠라기 군단이 파칭코에 가서 놀고 있지만, 애니메이션에서는 문전 박대를 받는다(그 때〈18세 이하는 파칭코 금지〉의 텔롭이 흘러가고 있다). 그 후의 92화에서는 노마와 오오쿠스가 파칭코를 하고 있다.(87화)
- 쇼호쿠 대 료난의 IH예선 종료 후에 오리지널 캐릭터 가와이 마리가 등장해, 농구부의 취재를 실시했었다.
- 사쿠라기 군단이 IH가 행해지는 히로시마에 가고자 교통비를 벌기 위해, 바다의 집에서 아르바이트를 하는 장면이 추가되었다.
- IH 출발 직전에 쇼호쿠 대 료난·쇼요 연합 팀의 연습 시합을 했다. (시합 중, 애니메이션화 되지 않았던 도요타마전·산노우전에서의 묘사의 일부가 주로 사쿠라기의 슛장면을 중심으로 사용되고 있다.) 이 시합으로 애니메이션 시리즈의 최후를 장식하게 되었다.
- TV에서는 도요타마 산노우전에서는 방영하지는 않았고 그대신 쇼요 료난 연합팀으로 대체했다.

## 미디어

### 영화
도에이 계열에서 상영
- SLAM DUNK-1994년 3월:쇼호쿠 대 료난의 연습 시합 직후의, 쇼호쿠 대 무원의 연습 시합이 무대가 되어 있다. 그렇기 때문에 미야기, 미쓰이는 미등장이다.
- SLAM DUNK 전국 제패다! 사쿠라기 하나미치-1994년 7월
- SLAM DUNK 쇼호쿠 최대의 위기! 불타라 사쿠라기 하나미치-1995년 3월
- SLAM DUNK 짖어라 바스켓 맨 영혼!! 하나미치와 루가와의 뜨거운 여름-1995년 7월:루가와와 루가와의 중학생 시절의 후배인 미즈사와 이치로에 주축이 놓인 작품. 전의 3작이 현의 강호교와의 격렬한 대전이 그려져 있던 것에 대해, 이 작품에서는 인간 드라마에 중점이 놓여 있다.

2006년 8월 1일부터 8월 4일까지 NHK BS-2의〈BS여름휴가(방학) 애니메이션 특선〉범위내에서 상기 4 작품을 방송하고 있었다. 테레비 오사카에서도 2007년 1월 3일에 2와 3, 1월 8일에 4가 방송되었다(1은 미방영).
- THE FIRST SLAM DUNK-2022년 12월 3일에 애니메이션 영화가 개봉했다.

### 비디오
- VHS
  - 슬램 덩크 영화판 전작품(4작품)-일본
  - 슬램 덩크 TV 방영판 중 일부 에피소드-대한민국
- DVD
  - SLAM DUNK VOL 1 - 17
  - SLAM DUNK THE MOVIE 1 - 2

상기 상품 모두(대한민국에서 발매된 것 제외) 도에이 비디오에서 발매(DVD판 SLAM DUNK VOL 1 - 17은 도에이 비디오, 도에이 애니메이션에서 발매).

### 게임
슬램 덩크의 게임판은 반다이에서 발매되었지만, 제목이 모두〈텔레비전 애니메이션 슬램 덩크〉라는 표기로 되어 있다. 이것은 고나미에서〈슬램 덩크〉라고 하는 제목의 아케이드 게임이 이미 나와 있어 상표 등록되어 있었기 때문이다(후의 후지 테레비의〈ONE PIECE〉도 마찬가지).
- 텔레비전 애니메이션 슬램 덩크 4강 격돌!!(슈퍼 패미컴):1994년 3월 26일
- 텔레비전 애니메이션 슬램 덩크 결승 리그(게임보이:1994년 8월 11일
- 텔레비전 애니메이션 슬램 덩크 승리로의 스타팅 5(게임 기어):1994년 12월 16일
- 텔레비전 애니메이션 슬램 덩크 2 IH 예선 완전판!!(슈퍼 패미컴):1995년 2월 24일
- 텔레비전 애니메이션 슬램 덩크 2 TIP OFF(게임보이):1995년 3월 17일
- 텔레비전 애니메이션 슬램 덩크 강호 정면 대결!(메가 드라이브:1995년 4월 28일
- 텔레비전 애니메이션 슬램 덩크 SD 히트 업!!(슈퍼 패미컴):1995년 10월 27일

### 서적
- 단행본(오리지널 구판) - 총 31권
- 완전판 - 총 24권
- 완전판 프리미엄 - 총 24권
- 단행본 복간판(오리지널 신판) - 총 31권
- 신장재편판 - 총 20권
- 〈SLAM DUNK 1억부 감사 기념 칠판 카드〉~SLAM DUNK 10 DAYS AFTER~(공식 Web에서만 구입 가능한 우편 엽서）
- 슬램 덩크 1억권 감사 기념 파이널 이벤트 DVD 〈SLAM DUNK 10 DAYS AFTER〉(DVD가 부속되지만 서적 취급. DVD의 특전 영상로서 칠판 만화가 수록되어 있다.)ISBN 978-4-87118-935-4
- 대형본 〈슬램 덩크 그때부터 10일 후 완전판〉

## 슬램덩크 장학금
작자 이노우에 다케히코에 의한 농구 선수에게 주는 장학금 제도로, 캐치 카피 〈고등학교에서는 끝날 수 없는, 너에게.〉이다.

### 내용주
1. ↑  제목 슬램덩크는 손으로 공을 림에 힘있게 내려찍어 넣는 화려한 슈팅 기술이다.
2. ↑  다만, 완전판의 경우, 등장 인물들의 이름과 학교명을 제외한 지역명이나 건물 간판 등에는 일본어 표기가 되어 있기도 하다.

### 참조주
1. ↑  초판 최고의 252만부 보관됨 2009-05-07 - 웨이백 머신, 시코쿠 신문사, 2002년 7월 5일
2. ↑  WEB다 비치 2009년 5월호
3. ↑  만화 '슬램덩크' 집중분석 슬램덩크 스페셜〈SBS 오후 5.00〉 동아일보 1998년 8월 1일자
4. ↑  슬램덩크 베스트 컬렉션〈SBS 오전10.00〉 동아일보 1998년 10월 2일자
5. ↑  슬램덩크 베스트 1〈SBS 오전7.40〉 동아일보 1999년 1월 1일자